# Гуляшки, Андрей
Андрей Стоянов Гуляшки (7 мая 1914, Раковица, Болгария, — 3 июля 1995, Страсбург, Франция) — болгарский писатель.

## Биография
В 1930-40-х годах сотрудничал в левой печати.
После прихода к власти в Болгарии коммунистов 9 сентября 1944 года был редактором ряда изданий, главным редактором журнала «Пламык» (1956—1966), директором Народного театра, главным редактором журнала «Современник» (1972—1973), секретарем Союза болгарских писателей (1956—1962), заместителем председателя СБП. В последние годы жизни жил в Сопоте.
Дважды лауреат Димитровской премии (1951, 1959), Герой Социалистического Труда (1974). Лауреат премии Ивана Вазова (1972). В 1971—1981 годах — депутат Народного собрания Болгарии. Награжден двумя орденами Георгия Димитрова.
В своем творчестве поднимал философские проблемы.
Самый знаменитый его персонаж — контрразведчик Аввакум Захов, впервые появившийся в романе «Случай в Момчилове». Книги о нем были дважды экранизированы — в 1964 году вышел фильм «Приключение в полночь», а в 1980 году — телесериал «Приключения Аввакума Захова».
Гуляшки был первым, кто предпринял попытку написать новую книгу о Джеймсе Бонде после смерти Яна Флеминга. Осенью 1965 года в прессе стали появляться сообщения о том, что Гуляшки собирается использовать образ Бонда в своём очередном романе об Аввакуме Захове. Однако когда роман был закончен, юридические представители Яна Флеминга запретили публиковать роман с использованием образа Джеймса Бонда. Тогда Гуляшки убрал у персонажа один ноль, и в итоге в 1966 году вышел роман «Аввакум Захов против 07», где образ Бонда формально не был использован.

## Избранная библиография
- Новолуние, 1944.
- Следы на снегу, 1946.
- МТ станция, 1950.
- Золотое руно, 1958.
- Ведрово, 1959.
- Семь дней нашей жизни, 1964.
- Повесть о кавалере Химериусе, 1967.
- Один день и одна ночь, 1968.
- Романтическая повесть, 1970.
- Золотой век, 1970.
- Три жизни Иосифа Димова, 1977.

### Приключения Аввакума Захова
- Драгоценный камень, 1956[2].
- Случай в Момчилове, 1959.
- Приключение в полночь, 1960.
- Спящая красавица, 1961.
- Дождливой осенью, 1963.
- Маленькая ночная музыка, 1965.
- Аввакум Захов против 07, 1966.
- Последнее приключение Аввакума Захова, 1976.
- Похищение Данаи, 1978.
- История с собаками, 1980.
- Убийство на улице Чехова, 1985.

### Пьесы
- Болото, 1947.
- Обещание, 1950.